# Eparchie ivano-frankivská (PCU)
Eparchie ivano-frankivská je eparchie pravoslavné církve Ukrajiny.

## Území a titul biskupa
Zahrnuje správní hranice území Ivanofrankivské oblasti.
Eparchiálnímu biskupovi náleží titul biskup ivano-frankivský a haličský.

## Historie
Roku 1989 došlo k obnovení Ukrajinské autokefální pravoslavné církve.
Dne 22. ledna 1990 bylo na schůzi duchovenstva ivano-frankivské eparchie rozhodnuto o přechodu z jurisdikce Ruské pravoslavné církve k Ukrajinské autokefální pravoslavné církvi.
Roku 2018 bylo na Sjednocujícím sněmu ukrajinských pravoslavných církví rozhodnuto o přechodu do jurisdikce nové Pravoslavné církve Ukrajiny.

## Seznam biskupů
- od 1990 Andrij (Abramčuk)